# Amiga 1000
O “A1000”, ou Commodore Amiga 1000, foi o primeiro computador pessoal da linha Amiga da Commodore, introduzido em 23 de Julho de 1985 na
Lincoln Center em Nova York.
As primeiras máquinas começaram a ser distribuídas em Setembro com a configuração base de 256 kb de RAM com um preço retail de 1,295 Dólares (USD). Estava disponível um monitor RGB por cerca de 300 Dólares (USD) deixando o preço de um sistema Amiga completo em 1,595 Dólares (USD). Antes do lançamento dos modelos de 1987 Amiga 500 e A2000, o A1000 era simplesmente chamado de Amiga. Nos Estados Unidos da América, o A1000 foi introduzido como “O Amigo da Commodore”, no entanto o logo Commodore foi omisso da caixa. Adicionalmente o Amiga 1000 foi exclusivamente vendido em lojas de informática, em vez de lojas não dedicadas a computadores nomeadamente lojas de brinquedos onde o VIC20 e o Commodore 64 foram vendidos. Estas medidas foram um esforço para evitar o rótulo de computador “brinquedo” criado durante a era de Tramiel

## Design
O A1000 tinha uma série de características que o distinguiram de modelos mais recentes: Foi o único modelo que tinha o Amiga "Checkmark" (símbolo para certo em Português) na caixa; esta era ligeiramente elevada para dar uma curta área para o teclado quando não era usado; e o interior da caixa estava gravado com assinaturas dos designers do modelo (semelhante ao Macintosh), incluindo Jay Miner, e a pegada do seu cão Mitchy. A caixa A1000 do foi desenhada por Howard Stolz. Como Senior Industrial Designer na Comm, Slolz foi engenheiro chefe e fazia a ponte com a  Sanyo no Japão, o fabricante contratado para a caixa do A1000.
Existem 2 variantes do Amiga 1000 usando diferentes standards de televisão, NTSC e PAL. A versão NTSC foi a primeira a ser produzida e vendida nos Estados Unidos da América. A versão PAL foi produzida na Alemanha e vendida em países que usavam o sistema PAL como standard. Os primeiros sistemas NTSC não tinham mode vídeo EHB que está presente nos modelos seguintes.
Devido ao AmigaOS ser instável e com alguns bugs na altura do lançamento do A1000, o sistema operativo não foi colocado numa ROM. Em vez disso o A1000 possuía uma daughterboard com 256 KB de RAM, apelidado de "Writable Control Store" (WCS), no qual o core do sistema operativo era carregado de disquetes (esta parte do S.O. é conhecida como "Kickstart").
O WCS era protegido contra escrita e os resets de sistema não requisitavam novo carregamento do WCS. Na Europa o WCS era frequentemente referenciado como WOM (Write Once Memory), um trocadilho com a mais convencional ROM (Read Only Memory).
Muitos proprietários de A1000 continuaram agarrados às suas máquinas muito depois de terem sido substituídas por novos modelos deixando-as obsoletas. Isto atraiu mercados novos para upgrades, nomeadamente para o CPU em que era encaixado no socket do Motorola 68000. Adicionalmente uma linha de produtos chamados “Rejuvenator” permitiram o uso de novos chipsets no A1000, e uma companhia Australiana desenhou uma substituição para a motherboard original chamada “The Phoenix”, usava o mesmo chipset que no A3000 e adicionou uma vídeo slot e uma controladora SCSI compatível com o A2000.
Em 2006 a PC World classificou o Amiga 1000 como 7º melhor computador de todos os tempos . Em 2007 foi classificado como o 37º melhor produto tecnológico de todos os tempos . Em 1994 quando a Commodore entrada em bancarrota a Byte magazine chamou o Amiga 1000 “o primeiro computador multimídia” bem à frente no seu tempo e que praticamente ninguém incluindo o departamento de marketing da Commodore tinha bem a noção do produto que tinha sido criado. 

## Technical information
O Amiga 1000 tinha um CPU 68000 a correr a 7.15909 MHz (NTSC) ou 7.09379 MHz (PAL), o dobro do transporte de frequência de vídeo para NTFS e 1.6 vezes para PAL. Os timings do “Clock” do sistema são derivados da frequência vídeo, que simplifica glue logic e permite ao Amiga 1000 o fazer com um simples crystal. O chipset foi desenhado para sincronizar o acesso à memória CPU e chipset DMA para que o hardware corra em tempo real sem estado de espera..
Embora as maioria das unidades tenham sido vendidas com um monitor analógico RGB, o A1000 também possuía um saída vídeo composto que permitia ao computador ser conectado directamente a outros monitores diferentes do standard RGB. O A1000 podia ainda ser ligado a uma TV ou VCR através de um RF Modulator.
O CPU 68000 original pode ser substituído pelo 68010, que pode executar instruções ligeiramente mais rápidas que o 68000 mas também introduz um pequeno grau de incompatibilidade de software. Upgrades de CPUs que na maioria encaixava na própria slot do CPU, usam microprocessadores e memória integrada mais rápida como os 68020/68881 e 68030/68882. Estes upgrades possuem normalmente a opção de reverter ao modo 68000 para uma maior compatibilidade. Algumas boards tem o socket para encaixar o 68000 original, enquanto as placas 68030 tipicamente tem uma 68000 on-board.
O Amiga 1000 original é o único modelo a ter 256 kB de Amiga Chip RAM, que pode ser expandida a 512 kB com a adição de uma daughterboard debaixo de uma tampa no centro/frente da máquina.
A RAM também pode ser aumentada via oficial ou outras marcas, com um limite prático de 9 MB de "fast" RAM devido ao 24-bits address bus do 68000. Esta memória é acessível apenas pelo CPU permitindo uma execução de  código mais rápida pois os ciclos DMA não são partilhados com o chipset
O Amiga 1000 apresenta uma porta de expansão de 86 pinos (electricamente idêntica à do mais recente Amiga 500, embora o conector do A500 esteja invertido). Esta porta foi usada por outros fabricantes tais como de upgrades de memória e adaptadores SCSI. Estes recursos são manuseados pelo Amiga AutoConfig standard. Outras opções de expansão incluíam o expansor BUS que dava 2 slots Zorro-II.